# خورخي بيتانكور
خورخي بيتانكور (بالإسبانية: Jorge Betancur) هو لاعب كرة قدم كولومبي، (ولد في ميديلين في كولومبيا القرن 20 و 1991  م). لعب مع نادي إنفيغادو.

## وصلات خارجية
- خورخي بيتانكور على موقع قاعدة بيانات كرة القدم.إي يو (الإنجليزية)
- خورخي بيتانكور على موقع ناشيونال فوتبول تيمز (الإنجليزية)
- خورخي بيتانكور على موقع Soccerway.com (الإنجليزية)
- خورخي بيتانكور على موقع عالم كرة القدم.نت (الإنجليزية)